# シウダー・リネアル
シウダー・リネアル （Ciudad Lineal）は、スペイン、マドリードの区。

## 概要
都市計画家アルトゥーロ・ソリア・イ・マータの線状都市理論（Linear city）から区名が付けられた。ソリア・イ・マータに敬意を表して、アルトゥーロ・ソリア通りが区内にある。人口は23万人を超えており、人口密度は1平方kmに2万人弱である。区人口の約15％を外国人が占める。エクアドル人、コロンビア人のコミュニティーが存在する。
以下の9つの地区で構成される。
- 15.1 - ベンタス
- 15.2 - プエブロ・ヌエボ
- 15.3 - キンターナ
- 15.4 - コンセプシオン
- 15.5 - サン・パスクアル
- 15.6 - サン・フアン・バウティスタ
- 15.7 - コリーナ
- 15.8 - アタラヤ
- 15.9 - コスティリャレス